# Workshop

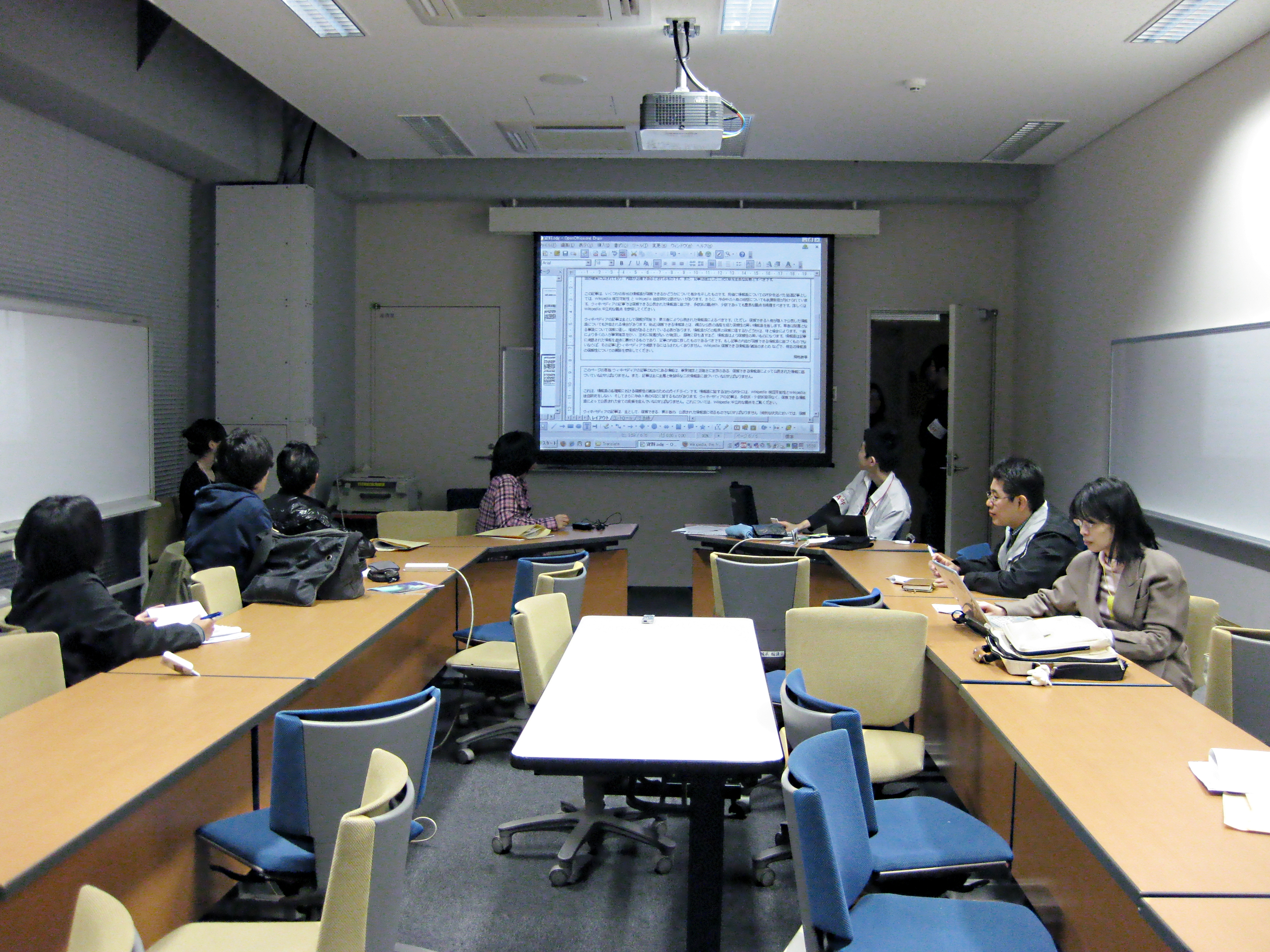
Een workshop tijdens een Wikimedia-conferentie in Japan in 2009

Een workshop (ook wel clinic) is een werkvorm waarin actieve deelname een belangrijke rol speelt. De workshop kan zich over een of meer dagen uitstrekken.
Het is een werkvorm waarbij theorie en praktijk samen kunnen komen. In het onderwijs wordt de werkvorm geregeld toegepast. Vaak is er na een inleiding een ronde waarin deelnemers aan een opdracht werken. Terwijl een docent bijvoorbeeld een onderwerp uitlegt, kan hij dadelijk laten zien hoe dit in de praktijk uitgevoerd moet worden. Daarna wordt van de deelnemers verwacht dat zij het vertelde actief toepassen.
Anders dan bij een lezing, waarbij de aanwezigen meest luisteren, wordt in een workshop vaak de mogelijkheid tot intensieve discussie en het oefenen en verbeteren van vaardigheden gegeven, waarbij de workshopleider aanwezig is om bij te sturen en aanvullende informatie te geven.
Deze manier van lesgeven wordt zowel toegepast op diverse opleidingen als bij korte cursussen en trainingen, bijvoorbeeld bij werkgerelateerde trainingen in taal- of discussievaardigheden of hobbygerichte cursussen voor kookliefhebbers of toneelverenigingen.

## Voorbeelden
- Een toneel- of operagroep kan workshops organiseren om delen van hun geplande voorstelling in detail te analyseren en te oefenen.
- Een groep Tai Chi-beoefenaars kan zich tijdens een workshop concentreren op een specifiek onderdeel van hun routine om die te verbeteren.
- Een schrijversworkshop kan plaatsvinden om informatie uit te wisselen, te netwerken, of om te leren jezelf te profileren.
- Een golfclinic wordt gegeven om leken kennis te laten maken met aspecten van de sport.
- Tijdens een workshop bloemschikken wordt deelnemers geleerd hoe ze zelf een mooi bloemstuk kunnen maken.